# Dobsonia minor
Dobsonia minor es una especie de murciélago de la familia Pteropodidae.

## Distribución geográfica
Es endémica de Indonesia y Papúa Nueva Guinea.